# Thor Heyerdahl
Thor Heyerdahl, född 6 oktober 1914 i Larvik, Norge, död 18 april 2002 i Colla Micheri nära Andora i Ligurien, var en norsk marinbiolog, upptäcktsresande, författare och militär. Han är mest känd för sina expeditioner med Kon-Tiki och Ra II, där han ville bevisa tidiga kolonisationsresor över haven.

## Biografi

### Bakgrund och tidiga expeditioner

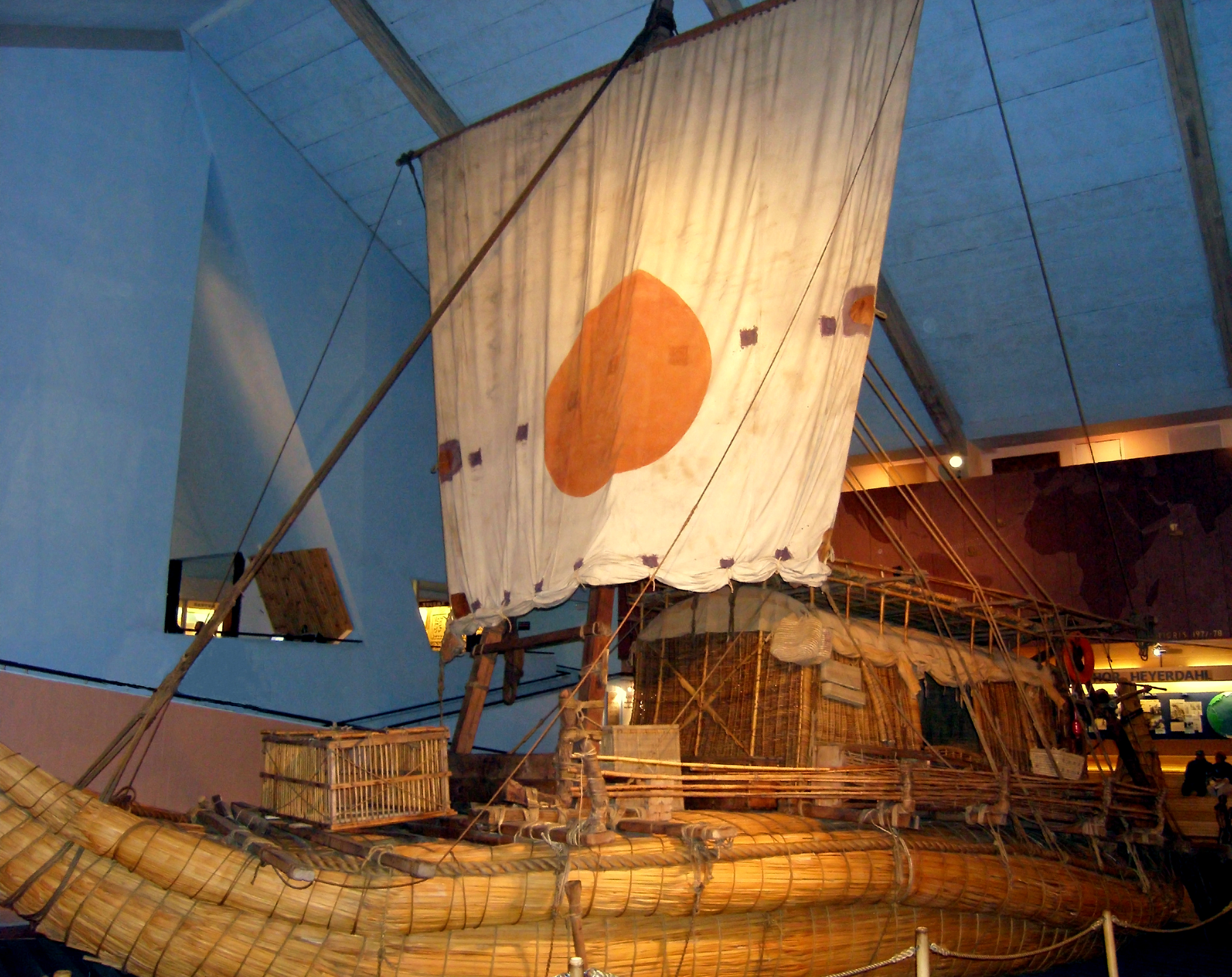
Ra II på Kon-Tiki-museet i Oslo.

Heyerdahl var son till bryggeriägaren Thor Heyerdahl (1869–1957) och Alison (född Lyng, 1873–1965), samt kusin till John Lyng. Under uppväxten i Larvik präglades Heyerdahl av sin mor, som i ungdomen vistats i Storbritannien och i sitt förra hemland utvecklat en stark tro på Charles Darwins evolutionsteori. Detta gjorde den unge Heyerdahl intresserad av antropologi och zoologi, och han hade flera djur i sitt barndomshem. Han tog studentexamen 1933 och studerade zoologi i tre och ett halvt år vid Universitetet i Oslo och senare bedrev han antropologiska studier i Europa och USA. Han var författare och upptäcktsresande från 1937. Hans första expeditioner var egengenomförda, den första till Fatu Hiva i Marquesasöarna i Franska Polynesien 1937–1938 och den andra i British Columbias där han levde bland Kwakiutl-indianerna 1939–1940. Dessa resor kom att påverka hans liv som forskare, då han lade märke till att växtlivet, vindarna, havsströmmarna, muntlig tradition med mera antydde att Polynesien kunde ha befolkats från Sydamerika i stället för från Asien som vetenskapen hävdade. Efter dessa expeditioner utvecklade han sina kontroversiella teorier i boken American Indians in the Pacific.
Under andra världskriget tjänstgjorde han i det norska flygvapnet i Kanada och vid specialavdelningen i England 1942–1944. Han tjänstgjorde även vid radio- och fallskärmsavdelningen i Finnmark fylke 1944–1945. Han blev löjtnant 1945.
Heyerdahl studerade både biologi och geografi vid Universitetet i Oslo. Åren 1933–1936 studerade han också antropologi vid Krøpeliens bibliotek.

### Kon-Tiki och Ra
Den etablerade vetenskapen accepterade inte hans teori om att Polynesien kunde ha befolkats från Sydamerika i stället för från Asien, och han planerade Kon-Tiki-expeditionen för att bevisa att det kunde vara möjligt. Den 28 april 1947 satte Heyerdahl och hans besättning, som bestod av fyra norrmän samt svensken Bengt Danielsson, segel vid Callao i Peru på en balsaflotte byggd i traditionell stil. Efter 101 dagar nådde de ön Raroia i Tuamotu-arkipelagen.
Boken om expeditionen översattes till över 70 språk. Heyerdahls film om resan vann en Oscar för bästa dokumentär 1951. Det är den enda norska film som belönats med denna utmärkelse. Även om expeditionen var en framgång lät sig inte vetenskapen påverkas. Detta ändrades dock när Heyerdahl fann spår efter gamla sydamerikanska kulturer på Galápagosöarna och möjligen också på Påskön, men senare tiders forskning med mänskligt DNA har ifrågasatt hans teori om sydamerikanskt ursprung för befolkningen i östra Polynesien.
År 1953 organiserade han och ledde en norsk arkeologisk expedition till Galápagosöarna samt en till Påskön 1955–1956. Han organiserade internt, arkeologiska expeditioner till Marquesasöarna 1963–1964.
Med Ra och Ra II försökte han knyta samman de sydamerikanska urinvånarna med de gamla civilisationerna i Afrika och Mellanöstern. Ra-båtarna var vassbåtar som byggdes efter gamla egyptiska målningar. Den första havererade utanför Barbados i Karibien på grund av ett konstruktionsfel. Ra II kom tryggt fram till Barbados efter 57 dagars seglats från Safi i Marocko.

### Senare expeditioner
Heyerdahl brann även senare för att pröva sina teorier om kontakter över havet mellan förhistoriska civilisationer. För att möjliggöra detta byggde han kopior av äldre tiders fartyg. 1977 konstruerade han ett nytt skepp, som han kallade Tigris. I fem månader seglades det i Persiska viken och Indiska oceanen. Målet var att bevisa att Mesopotamien, Induskulturen och Egypten kunde ha haft handelsförbindelser över havet redan år 3000 f.Kr. Tigris seglade under FN-flagg, men hade stora problem med att få komma dit man ville på grund av alla krig i området. I protest mot dem brände Heyerdahl skeppet utanför hamnen i Djibouti.
I Jakten på Odin, Heyerdahls sista bok, med svensken Per Lillieström som medförfattare, framförde han en ytterst spektakulär tes. Han menade, med stöd i Snorres kungasagor, att asarnas högste gud Oden (Odin), i själva verket var en kung, bosatt i trakterna av Azov i nuvarande södra Ryssland. Omkring år 65 f.Kr. lämnade kungen den gamla boplatsen och vandrade till Skandinavien där Oden upphöjdes till gud.
Heyerdahls sista projekt blev planeringen av utgrävningar av Pulemelei som ligger på ön Savaii i Samoa i södra Stilla havet.
Thor Heyerdahl avled den 18 april 2002 och jordfästes vid en statsbegravning i Oslo domkyrka den 26 april 2002 i närvaro av bland andra kungaparet och statsministern. Hans urna fördes senare samma sommar till familjens gods i Alassio i norra Italien.

### Familj
Heyerdahl var gift tre gånger. I sitt andra äktenskap var han gift med Yvonne Dedekam-Simonsen (född 4 maj 1924), dotter till direktören Wessel Dedekam-Simonsen (1890–1962), Oslo, och Bergljot Nilssen (född 1898).
Han fick två söner i första äktenskapet och tre döttrar i andra äktenskapet.

## Betydelse och erkännande
Även om många av Heyerdahls teorier är synnerligen omstridda i vetenskapliga kretsar, erhöll han flera hedersdoktorat och andra utmärkelser. Han skrev många böcker och artiklar om sina expeditioner och fynd. Han ledde också i slutet av sitt liv flera arkeologiska utgrävningar, först och främst på Maldiverna (1983–1984), Tucume, Peru (1989–1994), Teneriffa (1991, 1999–2000) och Azov, Ryssland (2001). Den norska fregatten KNM Thor Heyerdahl har fått sitt namn efter honom.
I hans uppväxtstad Larvik finns Thor Heyerdahls gate samt en skola uppkallad efter honom.
Asteroiden 2473 Heyerdahl är uppkallad efter honom.